# Atletica leggera ai Giochi della XVI Olimpiade - Salto con l'asta

Video della Finale (film ufficiale dei Giochi)

La competizione del salto con l'asta di atletica leggera ai Giochi della XVI Olimpiade si è disputata i giorni 24 e 26 novembre 1956 al Melbourne Cricket Ground.

## L'eccellenza mondiale
| Campione olimpico 1952 | 4,55      | Robert Richards | Presente |
| Campione europeo 1954  | 4,40      | Eeles Landström | Presente |
| Primatista europeo     | 4,51 1956 | Eeles Landström | Presente |
| Vincitore Trials USA   | 4,60      | Robert Richards | Presente |

1. ↑  Stabilito ad Amburgo il 23 settembre.

## Risultati

### Turno eliminatorio
Qualificazione4,15 m
Quattordici atleti raggiungono la misura richiesta.

| Atleta               | Nazione          | Misura | Salti | Salti | Salti | Salti |
| Atleta               | Nazione          | Misura | 3,70  | 3,85  | 4,00  | 4,15  |
| -------------------- | ---------------- | ------ | ----- | ----- | ----- | ----- |
| Geōrgios Roumpanīs   | Grecia           | 4,15   | O     | O     | O     | O     |
| Ragnar Lundberg      | Svezia           | 4,15   | O     | O     | O     | O     |
| Giulio Chiesa        | Italia           | 4,15   | -     | O     | O     | O     |
| Zbigniew Janiszewski | Polonia          | 4,15   | -     | O     | O     | O     |
| Vladimir Bulatov     | Unione Sovietica | 4,15   | -     | O     | O     | O     |
| Zenon Ważny          | Polonia          | 4,15   | -     | XO    | O     | O     |
| Vitalij Chernobai    | Unione Sovietica | 4,15   | -     | XO    | O     | O     |
| George Mattos        | Stati Uniti      | 4,15   | -     | O     | -     | O     |
| Robert Gutowski      | Stati Uniti      | 4,15   | XO    | p     | -     | O     |
| Anatolij Petrov      | Unione Sovietica | 4,15   | -     | O     | XO    | O     |
| Robert Richards      | Stati Uniti      | 4,15   | -     | O     | XXO   | O     |
| Eeles Landström      | Finlandia        | 4,15   | O     | O     | O     | XO    |
| Matti Sutinen        | Finlandia        | 4,15   | O     | O     | O     | XO    |
| Manfred Preußger     | Germania         | 4,15   | O     | O     | O     | XO    |
| Allah Ditta          | Pakistan         | 4,00   | -     | XXO   | XO    | XXX   |
| Rolando Cruz         | Porto Rico       | 4,00   | O     | O     | XXO   | XXX   |
| Bruce Peever         | Australia        | 3,85   | O     | O     | XXX   |       |
| Peter Denton         | Australia        | 3,85   | XO    | O     | XXX   |       |
| Victor Sillon        | Francia          | NM     | -     | X-    |       |       |

### Finale
Solo 4 atleti passano 4,35: i tre americani ed il greco Roubanis (che però è studente all'Università californiana UCLA). Viene eliminato il campione europeo Landström.

A 4,40 Mattos è fuori; a 4,45 rischia molto Gutowski, che supera l'asticella solo al terzo tentativo, Richards e Roubanis invece vanno su alla prima prova.

A 4,50 si vedono tre salti perfetti. Da questa misura in poi l'asticella viene alzata di 3 cm, ma tanto basta a causare l'eliminazione di Roubanis.

Rimangono gli americani Richards, campione in carica, e Gutowski.

La prova della verità è 4,56, quando entrambi sbagliano due volte, poi Richards ce la fa al terzo tentativo, centrando anche il record olimpico.
Robert Richards è l'unico atleta del XX secolo ad aver vinto due ori olimpici nel salto con l'asta.

Il greco Roubanis, medaglia di bronzo, è sceso in pedana con un'asta in fibra di vetro. Un'anticipazione di ciò che si vedrà in futuro.

| Pos     | Atleta               | Età | Nazione          | Misura | Salti | Salti | Salti | Salti | Salti | Salti | Salti | Salti | Salti | Salti |
| Pos     | Atleta               | Età | Nazione          | Misura | 4,00  | 4,15  | 4,25  | 4,35  | 4,40  | 4,45  | 4,50  | 4,53  | 4,56  | 4,59  |
| ------- | -------------------- | --- | ---------------- | ------ | ----- | ----- | ----- | ----- | ----- | ----- | ----- | ----- | ----- | ----- |
| Oro     | Robert Richards      | 30  | Stati Uniti      | 4,56   | O     | O     | O     | O     | O     | O     | O     | O     | XO    | XXX   |
| Argento | Robert Gutowski      | 21  | Stati Uniti      | 4,53   | O     | O     | O     | XO    | XO    | XXO   | O     | O     | XXX   |       |
| Bronzo  | Geōrgios Roumpanīs   | 27  | Grecia           | 4,50   | O     | O     | XO    | XO    | O     | O     | O     | XXX   |       |       |
| 4       | George Mattos        | 27  | Stati Uniti      | 4,35   | O     | -     | O     | O     | XXX   |       |       |       |       |       |
| 5       | Zenon Ważny          | 26  | Polonia          | 4,25   | O     | O     | O     | XXX   |       |       |       |       |       |       |
| 5       | Ragnar Lundberg      | 32  | Svezia           | 4,25   | O     | -     | O     | XXX   |       |       |       |       |       |       |
| 7       | Eeles Landström      | 24  | Finlandia        | 4,25   | O     | -     | XO    | XXX   |       |       |       |       |       |       |
| 8       | Manfred Preußger     | 24  | Germania         | 4,25   | O     | XO    | XO    | XXX   |       |       |       |       |       |       |
| 9       | Giulio Chiesa        | 28  | Italia           | 4,15   | XO    | O     | XXX   |       |       |       |       |       |       |       |
| 9       | Vladimir Bulatov     | 27  | Unione Sovietica | 4,15   | XO    | O     | XXX   |       |       |       |       |       |       |       |
| 11      | Anatolij Petrov      | 27  | Unione Sovietica | 4,15   | O     | XO    | XXX   |       |       |       |       |       |       |       |
| 12      | Zbigniew Janiszewski | 25  | Polonia          | 4,15   | XO    | XO    | XXX   |       |       |       |       |       |       |       |
| 13      | Vitalij Chernobai    | 27  | Unione Sovietica | 4,00   | O     | XXX   |       |       |       |       |       |       |       |       |
| 14      | Matti Sutinen        | 26  | Finlandia        | NM     | XXX   |       |       |       |       |       |       |       |       |       |